# Vegetia
Vegetia este un gen de molii din familia Saturniidae. 

## Specii
- Vegetia dewitzi (Maassen & Weymer, 1886)
- Vegetia ducalis Jordan, 1922
- Vegetia grimmia (Geyer, 1831)
- Vegetia legraini Bouyer, 2004